# (34099) 2000 PT12
2000 PT12 (asteroide 34099) é um asteroide da cintura principal. Possui uma excentricidade de 0.02328770 e uma inclinação de 8.49680º.
Este asteroide foi descoberto no dia 8 de agosto de 2000 por LINEAR em Socorro.